# Eohric af East Anglia
Eohric (død 902) var en dansk vikinge-konge over East Anglia i slutningen af 800-tallet. Navnet Eohric er den oldengelske udgave af det norrøne Eiríkr. 
Det ser ud til at Eohric blev konge af East Anglia efter kong Gudrums død i 890. Derudover vides der ikke meget om Eohric eller Kongeriget East Anglia i hans regeringstid. I den Angelsaksiske Krønike beskrives det, at der var en hær fra East Anglia, som plyndrede Mercia og Wessex, og en vestsaksisk hær hærgede East Anglia som hævn. Vikingerne mødte en del af vestsakserne under slaget ved the Holme d. 13. december 902, hvor Eohric blev dræbt.